# Gazanekesz
Gazankesz (perski: گزنه كش) – wieś w Iranie, w ostanie Azerbejdżan Zachodni. W 2006 roku liczyła 256 mieszkańców w 51 rodzinach.